# Topo Buena Vista
El Pico Buena Vista, también conocida como Cumbre de Buena Vista, es una formación de montaña ubicada al Norte de La Victoria y al oeste de la Colonia Tovar, Venezuela. Sus referencias de altura varían entre 2320 m s. n. m. y 2370 m s. n. m., haciéndola una de las montañas más elevadas del Parque nacional Henri Pittier y del Estado Aragua. Es una de las montañas de Aragua con un prominencia topográfica mayor de 100 metros.

## Ubicación
Pico Buena Vista es parte del límite noroeste de la parroquia La Victoria del Municipio Ribas (Aragua). Colinda hacia el sur con el Peñón de Gabante, Capachal y Atravesado y hacia el norte con el pico Codazzi. Hacia el Norte se continúa con el parque nacional Henri Pittier hasta la población de Chuao por la antigua ruta del cacao.

## Topografía
Las características topográficas de la Cumbre Buena Vista son clásicas de las filas y montañas del Parque Henri Pittier con una elevación larga y estrecha y los lados empinados. La vegetación se caracteriza por la mezcla de bosques caducos montañosos y selva nublada, selva nublada de transición y bosque de galería que acaban en el ecotono tropófilo, cardonal, y bosques semidesiduos que sustituyen los antiguos bosques secos destruidos por el hombre, principalmente por la quema de los cerros. 
El Pico Buena Vista, está en muy cercana proximidad al contacto humano por su gran adyacencia a la vía hacia la Colonia Tovar por La Victoria. Ello hace que se clasifique esta región como extrema suscestibilidad, donde la frecuencia de incendio es de una vez por año. Estas son áreas de máxima prioridad que requieren la mayor vigilancia y prevención, ya que el no control ocasionaría la intervención de las zonas vitales de la hidrología, fauna y bosque del parque nacional Henri Pittier.

## Ascenso
Por su gran proximidad a la Carretera La Victoria-Colonia Tovar, el acceso se puede hacer iniciando en un doblez que la carretera hace alrededor de El Capachal. A partir de esta punto hasta la cumbre se accede por un sendero no muy definido. En vista de la densa selva, en los puntos más elevados del ascenso es necesario el uso de machetes para aclarar el camino. 